# Liste von Gasschutzbekleidung gemäß den Kennblättern fremden Geräts D 50/10

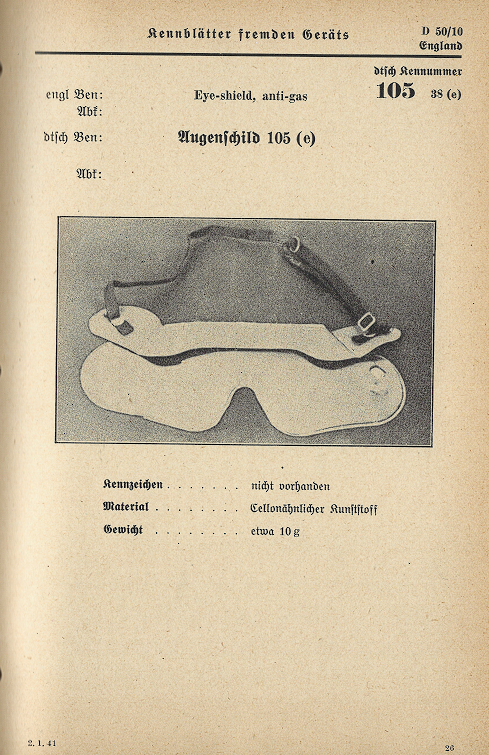
Kennblattbeispiel zu
D 50/10 Nr 105 38 (e)

In dieser Liste von Gasschutzbekleidung gemäß den Kennblättern fremden Geräts D 50/10 wird Schutzkleidung gegen Gas aufgeführt, die vom Heereswaffenamt verzeichnet wurden.
Nachfolgend ein Überblick/Auszug zur offiziellen Dokumentation Kennblätter fremden Geräts D 50/10: Gasschutzgerät.

## Hinweise zur Liste
Aufbau der Tabelle
Untenstehende Tabelle führt folgenden Spalteninhalte:
- dtsch. Kennnr. (deutsche Kenn-Nummer), dies entspricht dem Originalindex in den Kopfzeilen der Kennblätter mit Kennnummer, Stoffgebietenummer und Beutezeichen.
- Abk. dtsch. Ben. (Abkürzung deutsche Benennung), Originalbezeichnung entnommen aus der fünften Zeile der Kennblätter.
- Landesbez. nach HWA (Heereswaffenamt), Originalangaben entnommen aus der ersten Zeile der Kennblätter.
- Bild, eine Bildauswahl aus Wikipedia für dieses Objekt.
- Bemerkungen, Hier werden Links zu bereits existierenden Wikipedia-Artikeln eingetragen.

 Info: Die in der Tabelle angegebenen Originaleinträge sollen nicht geändert werden, weil diese den Angaben aus den Kennblättern entsprechen. Nach neuerem Forschungsstand sind teilweise Errata in den Kennblättern erkannt worden. Diese werden unten im Abschnitt Anmerkungen jeweils zur Kenn-Nummer erläutert. Die Wikilinks in den runden Klammern sollten das Lemma der entsprechenden Artikel in Wikipedia enthalten.

## Tabellarische Übersicht
| dtsch. Kennr. | Abk. dtsch. Ben.            | Landesbez.nach HWA (Wikipedia-Artikel) | Bild | Bemerkungen |
| ------------- | --------------------------- | -------------------------------------- | ---- | --- |
| 105 38 (e)    | Augenschild 105 (e)         | in D 50/10 keine Angaben               |      | besteht aus Zellonähnlichem Kunststoff                                                                                          |
| 351 38 (b)    | Gasanzug 351 (b)            | in D 50/10 keine Angaben               |      | besteht aus einer Kombination und Haube, hellbrauner Stoff außen, silberner Stoff innen                                         |
| 351 38 (e)    | leichter Gasanzug 351 (e)   | Suit, anti-gas, light                  |      | besteht aus einer Jacke, Hose, Stiefeln und Handschuhen, olivgrüner Stoff                                                       |
| 351 38 (f)    | Gasanzug 351 (f)            | in D 50/10 keine Angaben               |      | besteht aus einer Jacke, Hose und Handschuhen gelbes Gewebe                                                                     |
| 351 38 (h)    | Gasanzug 351 (h)            | in D 50/10 keine Angaben               |      | besteht aus einer Hose mit Brustlatz und Jacke mit Kapuze, mittelgraues Gummigewebe                                             |
| 352 38 (b)    | Gasanzug 352 (b)            | in D 50/10 keine Angaben               |      | besteht aus einer Kombination und Haube mit eingebauter Gasmaske, hellbraunes Gewebe außen, silbernes Gewebe innen              |
| 352 38 (e)    | schwerer Gasanzug 352 (e)   | in D 50/10 keine Angaben               |      | besteht aus einer Jacke, Hose, Beinlingen und Handschuhen, olivgüner Stoff                                                      |
| 352 38 (f)    | Gasanzug 352 (f)            | in D 50/10 keine Angaben               |      | besteht aus einer Jacke, Hose, Beinlingen, Handschuhen und Kapuze, schwarzes Gummigewebe außen, khakifarbenes Gummigewebe innen |
| 352 38 (h)    | Gasanzug 352 (h)            | in D 50/10 keine Angaben               |      | besteht aus einer Hose mit Brustlatz und Jacke mit Kapuze, mittelbrauner, gummierter Stoff                                      |
| 353 38 (b)    | Gashandschuh 353 (b)        | in D 50/10 keine Angaben               |      | mittelbraunes Vollgummi |
| 353 38 (e)    | Gasmantel 353 (e)           | Cape, anti-gas                         |      | olivgrüner Stoff |
| 353 38 (f)    | Gasbeinschutz 353 (f)       | in D 50/10 keine Angaben               |      | besteht aus einer Hose und Beinlingen mit Holzsohlen, gelber Stoff                                                              |
| 354 38 (e)    | Gasumhang 354 (e)           | in D 50/10 keine Angaben               |      | olivgrüner Stoff |
| 354 38 (f)    | Gasbekleidung 354 (f)       | in D 50/10 keine Angaben               |      | rotbraunes Baumwollgewebe |
| 355 38 (e)    | Nackengasschutz 355 (e)     | in D 50/10 keine Angaben               |      | olivgrüner dünner Stoff |
| 355 38 (f)    | Gasumhang 355 (f)           | in D 50/10 keine Angaben               |      | olivgrünes paraffiniertes Papier                                                                                                |
| 356 38 (e)    | Gaskappe 356 (e)            | in D 50/10 keine Angaben               |      | olivgrüner dünner Stoff |
| 357 38 (e)    | Gasstiefel 357 (e)          | Boot, rubber knee                      |      | schwarzer Gummi |
| 357 38 (f)    | Gasstiefel 357 (f)          | in D 50/10 keine Angaben               |      | schwarzer Gummi |
| 357 38 (h)    | Gasstiefel 357 (h)          | in D 50/10 keine Angaben               |      | schwarzer Gummi |
| 358 38 (e)    | Gasstiefel 358 (e)          | Boot, rubber, knee                     |      | schwarzer Gummi |
| 375 38 (f)    | Gashandschuhe 375 (f)       | in D 50/10 keine Angaben               |      | bestehend aus grauschwarzem Vollgummi                                                                                           |
| 376 38 (f)    | Gashandschuhe 376 (f)       | in D 50/10 keine Angaben               |      | bestehend aus gelbbraunem Vollgummi                                                                                             |
| 377 38 (f)    | Gashandschuhe 377 (f)       | in D 50/10 keine Angaben               |      | bestehend aus schwarzem Vollgummi                                                                                               |
| 378 38 (f)    | Gasschutzhandschuhe 378 (f) | in D 50/10 keine Angaben               |      | bestehend aus gelblichem Vollgummi                                                                                              |
| 379 38 (f)    | Gasschutzhandschuhe 379 (f) | in D 50/10 keine Angaben               |      | bestehend aus Wildleder in Elfenbeinfarbe                                                                                       |
| 380 38 (f)    | Gasschutzhandschuhe 380 (f) | in D 50/10 keine Angaben               |      | bestehend aus Wildleder in Elfenbeinfarbe                                                                                       |
| 381 38 (f)    | Gasbekleidung 381 (f)       | in D 50/10 keine Angaben               |      | bestehend aus: Gasjacke mit fester Kapuze Gashose Paar Beinlinge Paar Gashandschuhe 376 (f)                                     |
| 382 38 (f)    | Gasanzug 382 (f)            | in D 50/10 keine Angaben               |      | bestehend aus: Gasjacke mit fester Kapuze Gashose                                                                               |
| 383 38 (f)    | Gasanzug 383 (f)            | in D 50/10 keine Angaben               |      | bestehend aus: Gasjacke mit fester Kapuze und festen Handschuhen Hose mit festen Beinlingen                                     |
| 384 38 (f)    | Gasanzug 384 (f)            | in D 50/10 keine Angaben               |      | bestehend aus: Gasjacke mit fester Kapuze und festen Handschuhen Hose mit festen Stiefeln                                       |
| 385 38 (f)    | Gasanzug 385 (f)            | in D 50/10 keine Angaben               |      | bestehend aus: Gasjacke mit fester Kapuze und festen Handschuhen Hose mit festen Gummimanschetten                               |
| 386 38 (f)    | Gasbekleidung 386 (f)       | in D 50/10 keine Angaben               |      | bestehend aus: Kombination mit Reißverschluss, fester Kapuze und festen Beinlingen                                              |
| 387 38 (f)    | Gashose 387 (f)             | in D 50/10 keine Angaben               |      | feste, kurze Hose mit Gummiband und Schnallenverschluss                                                                         |
| 388 38 (f)    | Gasjaacke 388 (f)           | in D 50/10 keine Angaben               |      | Gasjacke mit fester Kapuze und befestigten Handschuhen                                                                          |
| 389 38 (f)    | Gasjaacke 389 (f)           | in D 50/10 keine Angaben               |      | Gasjacke mit fester Kapuze und befestigten Handschuhen und Schnallenverschluss                                                  |